# Dimineți cu ferestre deschise
Dimineti cu ferestre deschise este albumul-format L.p- al Mirabelei Dauer lansat in anul 1986 la casa de discuri Electrecord.

## Track listing
1. [ 4:25 ] Dimineți cu ferestre deschise (Ștefan Hrușcă, Vasile Șeicaru/George Țărnea)
2. [ 2:42 ] Vine iar vacanța (Marius Țeicu/Angel Grigoriu, Romeo Iorgulescu)
3. [ 3:09 ] Vino iar iubire (Jolt Kerestely/Dan Dumitriu)
4. [ 3:16 ] Nu știai (Marius Țeicu/Ovidiu Dumitru)
5. [ 3:06 ] Cântec de iubire (Dan Dimitriu/Eugen Rotaru)
6. [ 3:26 ] Dacă ai ști cât te iubesc (Marius Țeicu/Eugen Rotaru)
7. [ 3:40 ] Păcat că vremea nu mai vine înapoi (Mircea Drăgan/Eugen Rotaru)
8. [ 3:27 ] Eternul ”Te iubesc” (Jolt Kerestely/Dan Dumitriu)
9. [ 3:31 ] Încearcă să ierți (Marius Țeicu/Teodora Popa-Maziliu)
10. [ 3:05 ] Îți voi cânta (Marius Țeicu/Eugen Rotaru)

## Ediții
- 1986 Electrecord, format disc vinil de 45`.